# Giovanni Francesco Avesani
Giovanni Francesco Avesani (Venezia, 20 agosto 1790 – Milano, 3 giugno 1861) è stato un avvocato, patriota e politico italiano.

## Biografia

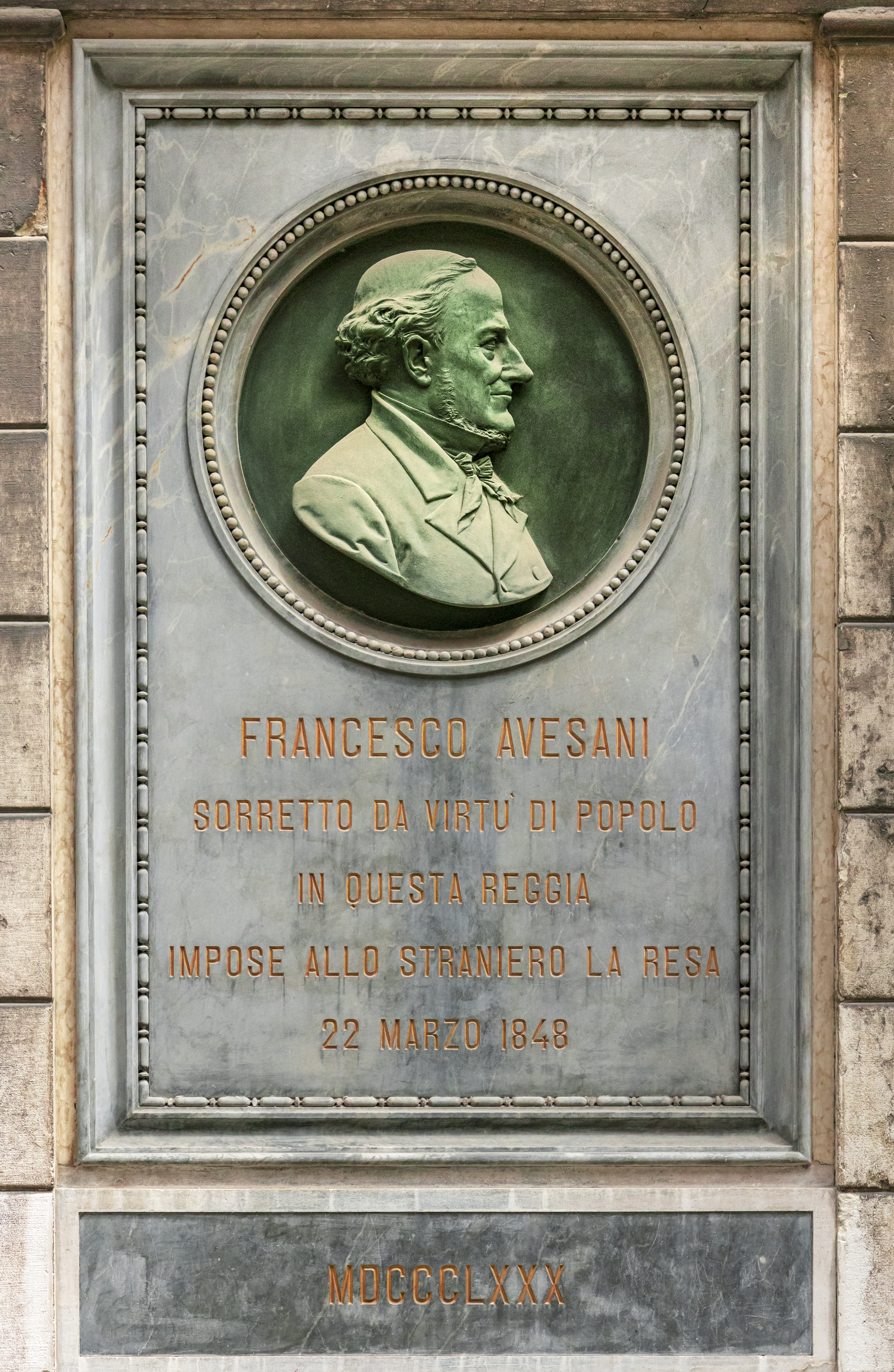
Targa dedicata a Giovanni Francesco Avesani in Piazza della Calle Larga dell'Ascensione a Venezia

Nacque in una nobile famiglia veronese insignita del titolo baronale. Il padre fu il nobile Ignazio Avesani e la madre Angela Tabacchi che una volta rimasta vedova si risposò con il conte Erizzo.
Divenne uno degli avvocati di maggior prestigio del foro veneziano e il suo nome è strettamente legato alla rivoluzione del 1848-49 durante la quale fu esponente di spicco del partito moderato.
Fu a capo della delegazione che si recò dalle autorità austriache per ottenerne la capitolazione: il pomeriggio del 22 marzo 1848, convinse il governatore militare di Venezia, il conte Ferdinànd Zichy, a firmare la capitolazione degli austriaci e ad abbandonare la città. Si pose così a capo del governo provvisorio di Venezia ma il giorno seguente fu costretto a cederne la guida a Daniele Manin.
Al ritorno degli austriaci a Venezia dovette prendere la via dell'esilio riparando a Torino dove concorse con altri fuoriusciti a costituire la società dell'immigrazione italiana.
Pubblicò uno scritto sulla pace di Villafranca e nel 1860 fu eletto deputato al parlamento nel collegio di Bergamo.
Sposò la veneziana Caterina Pezzi, figlia del famoso giornalista Francesco Pezzi, editore e direttore sino al 1831 della Gazzetta di Milano, e di Caterina Tabacchi e sorella della poetessa e patriota mazziniana Giulietta Pezzi.
Dopo primaria sepoltura in un cimitero milanese, i suoi resti vennero portati all'Ossario Centrale dell'allora nuovo Cimitero Monumentale, e tumulati in una celletta.